# Gouvernement Gaombalet I
Le Gouvernement Gaombalet 1 est le gouvernement de la République centrafricaine de la publication du décret présidentiel  du 12 décembre 2003, jusqu’à la nomination du Gouvernement Gaombalet 2, le. 2 septembre 2004. Ce gouvernement est nommé par le Président François Bozizé.

## Composition
Le gouvernement Gaombalet 1 est composé de 27 membres, dont le premier ministre, 2 ministres d’État, 18 ministres et 6 ministres délégués.

### Premier ministre
- Premier ministre, chef du Gouvernement: Célestin Gaombalet

### Ministres d’État
- Ministre d'État, chargé du Plan, de l'Économie, des Finances, du Budget et de la Coopération Internationale: Jean-Pierre Lebouder
- Ministre d'État, chargé de l'Éducation Nationale, de l'Alphabétisation, de l'Enseignement Supérieur, et de la Recherche: Abdou Karim Meckassoua

### Ministres
- Ministre de la Défense nationale, des Anciens combattants, des Victimes de guerre, du Désarmement et de la Restructuration de l'Armée: le Général d'Armée François Bozizé, Chef de l’État
- Ministre de la Communication, de la Réconciliation nationale, de la Culture Démocratique et Civique: Lieutenant-Colonel Parfait M'baye
- Ministre des Affaires étrangères, de l'Intégration Régionale et de la Francophonie: Charles Hervé Wénézoui
- Ministre de la Justice, des Droits de l'Homme, et de la Bonne Gouvernance: Mme Yacinthe Wodobodé
- Ministre de l'Intérieur, chargé de l'Administration du Territoire: Marcel Malonga
- Ministre des Mines et de l'Énergie: Commandant Sylvain N'doutingaï
- Ministre de la Modernisation et du Développement de l'Agriculture: Daniel Emery Dédé
- Ministre chargé du Développement de l'Élevage: Denis Kossi-Bella
- Ministre de la Santé Publique et de la Population: Nestor Mamadou Nali
- Ministre de l'Equipement et des Transports: Sonny M'Pokomandji
- Ministre des Affaires Sociales et de la Solidarité nationale: Léa Doumta
- Ministre du Commerce, de l'Industrie et de la Promotion du Secteur Privé: Aimé Amoudou
- Ministre des Eaux-Forêts-Chasses et Pêches: Lieutenant-colonel Michel Sallé
- Ministre de l'Environnement, du Développement durable et de l'Économie sociale: Joseph Kiticki-Kouamba
- Ministre de la Fonction Publique, du Travail, de la Sécurité sociale et de l'Insertion professionnelle: Jacques Bothy
- Ministre de la Reconstruction des édifices publics, de l'urbanisme et du logement: Abraham Gotto N'Goulou
- Ministre des Postes et Télécommunications chargé des nouvelles technologies: Idris Salao
- Ministre chargé du Développement du Tourisme et de l'Artisanat: Bruno Dacko
- Ministre de la Jeunesse, des Sports, des Arts et de la Culture: Lieutenant-colonel Guy Kolingba, puis Désiré Kolingba, après le 7 janvier 2004
- Ministre chargé du Secrétariat général du Gouvernement et des Relations avec le Parlement: Zarambaud Assingambi

### Ministres délégués
- Ministre délégué auprès du Ministre d'État chargé du Plan, de l'Économie, des Finances, du Budget, et de la Coopération Internationale, chargé du Plan et de la Coopération Internationale: Daniel N'Ditiféï Boysémbé
- Ministre délégué auprès du Ministre d'État, chargé du Plan, de l'Économie, des Finances, du Budget, et de la Coopération Internationale, chargé des finances et du Budget: Colonel Mohammed Madi Marboua
- Ministre délégué auprès du Ministre d'État à l'Education Nationale chargé de l'Enseignement primaire et secondaire: Étienne Natalo
- Ministre délégué auprès du Ministre de l'Intérieur chargé de la Sécurité Publique: Colonel Jules Bernard Ouandé
- Ministre délégué auprès du Ministre des Affaires étrangères, chargé de l'Intégration Régionale et de la Francophonie: Guy Moskit
- Ministre délégué auprès du Ministre de l'Equipement, chargé de la Promotion de l'Aviation civile: Désiré Pendémou